# آرتین مادویان
آرتین مادویان ([] Error: {{Lang}}: فاقد متن (راهنما)؛ زادهٔ ۱۰ آوریل ۱۹۰۴) یک سیاستمدار اهل ارمنستان-لبنان است که سرشناس‌ترین رهبر ارمنی حزب کمونیست لبنان بود.

## زندگی‌نامه
در ۱۰ آوریل ۱۹۰۴ در آدانا به دنیا آمد و از دانشگاه سن ژوزف (لبنان) فارغ‌التحصیل شد. در ژوئن ۱۹۴۳ حزب کمونیست مادویان را به نماینده شان برای کرسی ارمنیان ارتدکس بیروت در انتخابات پارلمانی ۱۹۴۳ کاندید نمود. در انتخابات پارلمانی ۱۹۵۱ مادویان دوباره نامزد کرسی ارمنیان ارتدکس بیروت شد. وی توانست ۲٬۷۶۵ رای کسب نماید (۱۲٫۶٪ کل آرا در بیروت) در سال ۱۹۵۶ مادویان همراه با بکتاش، شعاوی و یوسف فیصل در بیستمین کنگره حزب کمونیست اتحاد شوروی حضور یافت. در سال ۱۹۶۳ مادویان به خاطر سخنرانی در دفاع از حزب کمونیست به یک سال زندان محکوم شد.